# 波貝雷日亞

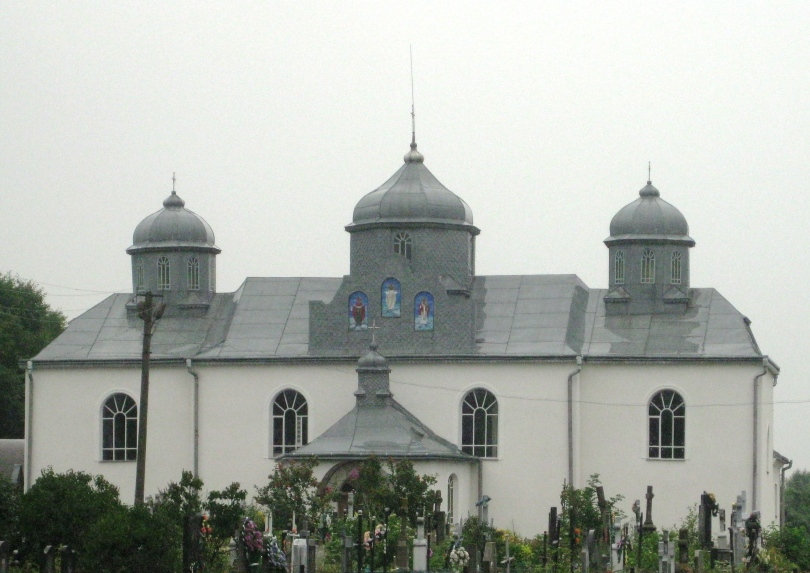

波雷貝日亞（羅馬化：Poberezhzhia）是烏克蘭西部伊萬諾-弗蘭科夫斯克州伊萬諾-弗蘭科夫斯克區葉祖皮爾市鎮的村莊。該村始建於1593年，面積19.05平方公里，2001年人口1,938，人口密度每平方公里101.7人。